# Целине-Горицьке
Целине-Горицьке (хорв. Celine Goričke) — населений пункт у Хорватії, в Загребській жупанії у складі громади Марія-Гориця.

## Населення
Населення за даними перепису 2011 року становило 118 осіб.
Динаміка чисельності населення поселення:

## Клімат
Середня річна температура становить 10,22 °C, середня максимальна – 24,48 °C, а середня мінімальна – -6,36 °C. Середня річна кількість опадів – 1019 мм.
| Клімат поселення                              | Клімат поселення | Клімат поселення | Клімат поселення | Клімат поселення | Клімат поселення | Клімат поселення | Клімат поселення | Клімат поселення | Клімат поселення | Клімат поселення | Клімат поселення | Клімат поселення | Клімат поселення |
| Показник                                      | Січ.             | Лют.             | Бер.             | Квіт.            | Трав.            | Черв.            | Лип.             | Серп.            | Вер.             | Жовт.            | Лист.            | Груд.            |                  |
| Середній максимум, °C                         | 5,69             | 7,73             | 12,00            | 16,47            | 21,42            | 24,48            | 23,77            | 23,12            | 19,08            | 14,15            | 8,22             | 4,54             |                  |
| Середня температура, °C                       | −0,33            | 1,69             | 5,97             | 10,45            | 15,39            | 18,46            | 20,12            | 19,46            | 15,42            | 10,50            | 4,57             | 0,89             |                  |
| Середній мінімум, °C                          | −6,36            | −4,34            | −0,06            | 4,41             | 9,37             | 12,42            | 16,47            | 15,82            | 11,77            | 6,86             | 0,93             | −2,75            |                  |
| Норма опадів, мм                              | 52               | 53               | 70               | 75               | 86               | 116              | 95               | 97               | 102              | 100              | 100              | 73               |                  |
| Середньомісячна швидкість вітру, м/с          | 1.60             | 1.79             | 2.19             | 2.10             | 1.98             | 1.80             | 1.71             | 1.59             | 1.53             | 1.58             | 1.68             | 1.66             |                  |
| Середньомісячна сонячна радіація, кДж/м²·день | 4092             | 6810             | 10387            | 14752            | 18913            | 20694            | 21588            | 18852            | 13852            | 8550             | 4514             | 3298             |                  |
| --------------------------------------------- | ---------------- | ---------------- | ---------------- | ---------------- | ---------------- | ---------------- | ---------------- | ---------------- | ---------------- | ---------------- | ---------------- | ---------------- | ---------------- |
| Джерело:                                      |                  |                  |                  |                  |                  |                  |                  |                  |                  |                  |                  |                  |                  |